# アンス＝オー＝パン
アンス＝オー＝パン（Anse-aux-Pins）は、セーシェルの地区のひとつ。マヘ島にある。人口3,850人（2010年国勢調査）。漁業と観光業が主力産業である。

## 隣接行政区画
- オー・カップ
- カスカード
- ポワント・ラ・リュ